# William M. Bass
William Marvin Bass III (ur. 30 sierpnia 1928, Staunton) – amerykański antropolog sądowy, najbardziej znany z badań nad osteologią oraz rozkładem ludzkich zwłok. Pomagał również w identyfikacji ciał organizacjom federalnym, lokalnym oraz władzom spoza Stanów Zjednoczonych. Nauczał na Uniwersytecie Tennessee w Knoxville, i choć obecnie przebywa na emeryturze, wciąż aktywnie uczestniczy w badaniach w Antropologicznym Ośrodku Badawczym Uniwersytetu Tennessee, który założył. Miejsce to szerzej znane jest jako „Trupia Farma”, którego nazwę spopularyzowała pisarka Patricia Cornwell pisząc powieść o tym samym tytule. Bass określa swój ośrodek również jako „Akr śmierci”, który użyty został do nazwania książki o swoim życiu oraz karierze, napisanej wraz z dziennikarzem Jonem Jeffersonem. Obaj pod pseudonimem „Jefferson Bass” wydali kilka powieści: Carved In Bone, Flesh and Bone, The Devil's Bones, Bones of Betrayal, The Bone Thief, The Bone Yard, The Inquisitor's Key, Cut To the Bone, oraz The Breaking Point. William jest trzecim pokoleniem, którego imieniem zostało nazwane miejsce edukacyjne. Ośrodek Antropologii Sądowej Doktora Williama M. Bassa III (The Dr. William M. Bass III Forensic Anthropology Building) swoją inaugurację miał 27 września 2011 roku, w pobliżu Trupiej farmy.

## Życiorys
Bass uczęszczał na Uniwersytet Wirginii, gdzie uzyskał stopień licencjata, z kolei magisterkę zdobył na Uniwersytecie Kentucky. Doktorat z antropologii ukończył na Uniwersytecie Pensylwanii w 1961 roku. Karierę badawczą rozpoczął od wykopalisk archeologicznych, gdzie badał groby rdzennych mieszkańców Ameryki w latach ’50. W książce „Trupia Farma” wspomina on, iż z powodu tamtejszej pracy jeden z indiańskich aktywistów nazwał go „grabieżcą indiańskich grobów numer jeden”, mimo to nigdy nie doszło do żadnych poważnych spięć między nim a Indianami. Potrójnie się ożenił. Dwie z jego pierwszych żon (Ann oraz Annette) zmarły na raka. 